# 圍眼真蛙䲁
圍眼真蛙鳚（学名：Blenniella periophthalmus），又名圍眼真動齒鳚、狗鰷，為輻鰭魚綱䲁形目鳚科真動齒鳚屬下的一個種，分布於印度洋及太平洋，從紅海南至南非德班，東至馬克薩斯群島及土阿莫土群島，北至琉球群島的珊瑚礁海域，深度0至3公尺，本魚體延長，稍側扁，頭鈍短，頭頂具冠膜，眶上觸鬚細長卷絲狀，鼻觸鬚短而呈掌狀，頸背有觸鬚，上顎孔6個，雄魚眼後有一月形紋，鰓蓋上緣有一黑斑，身體有6-7條暗色帶，每條帶上有1或一對帶有暗色邊緣的淺色長圓斑點；棘狀背板有暗斑，射線狀背板有暗紋。雌魚尾柄上有斑點；有時身體有細小的暗色斑點，背鰭硬棘12-14枚、背鰭軟條18-21枚、臀鰭硬棘2枚、臀鰭軟條19-21枚，體長可達8.2公分，棲息在潮間帶的礁岩潮池中，受到驚嚇時會以一前一後方式彈跳，以藻類及小型無脊椎動物為食，具有領域性，產附著性卵，雄魚會有護卵行為。。